# Japan Open Tennis Championships 1974
Il Japan Open Tennis Championships 1974 è stato un torneo di tennis giocato sul cemento. È stata la 2ª edizione del Japan Open Tennis Championships, che fa parte del Commercial Union Assurance Grand Prix 1974. Si è giocato a Tokyo in Giappone dal 7 al 13 ottobre 1974.

## Campioni

### Singolare maschile
John Newcombe ha battuto in finale  Ken Rosewall con il punteggio di 3–6, 6–2, 6–3

### Doppio maschile
- Torneo di doppio terminato prima delle semifinali